# كاتلين باترسون
كاتلين باترسون (بالإنجليزية: Caitlin Patterson)‏ هي متزحلقة أمريكية، ولدت في 30 يناير 1990 في الولايات المتحدة.

## وصلات خارجية
- الموقع الرسمي
- كاتلين باترسون على موقع الاتحاد الدولي للتزلج (التزلج الريفي) (الإنجليزية)
- كاتلين باترسون على موقع الرابطة الدولية لركض المسار (الإنجليزية)
- كاتلين باترسون على موقع اللجنة الأولمبية الدولية (الإنجليزية)
- كاتلين باترسون على موقع أوليمبيديا (الإنجليزية)
- كاتلين باترسون على موقع اللجنة الأولمبية والبارالمبية الأمريكية (الإنجليزية)